# Путин (фильм)
Путин (Смерть Путина; англ. Putin; пол. Putin) — польский фильм режиссёра Патрика Веги. Премьера состоялась 16 января 2025, на 53-м международном киевском фестивале «Молодость» на Украине.

## Сюжет
Фильм использует нелинейное повествование, перескакивая между ключевыми моментами жизни Путина: его детством в Ленинграде, карьерой в КГБ, приходом к власти и правлением в России. Также фильм включает спорные эпизоды, такие как убийство Собчака, теракты в России и война на Украине.